# Dutra D4K

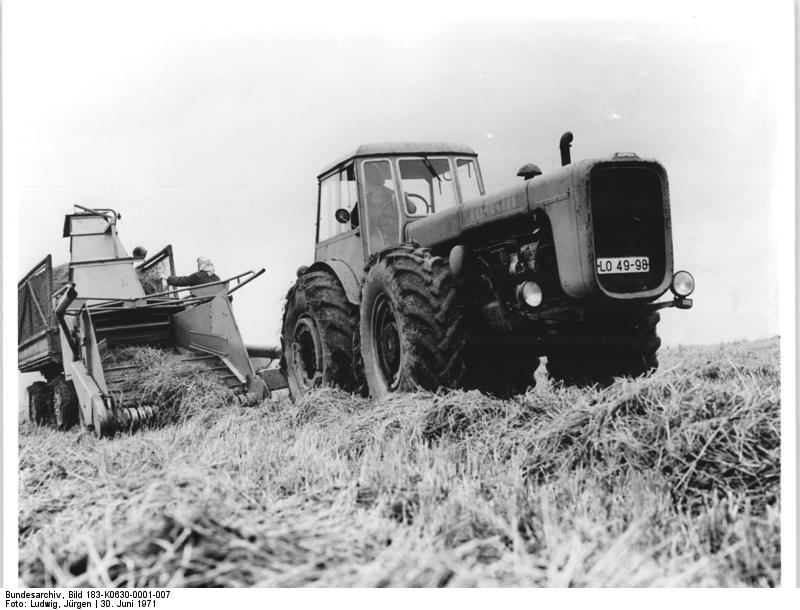
Dutra D4K B bei der Grünfutterernte in der DDR, 1971

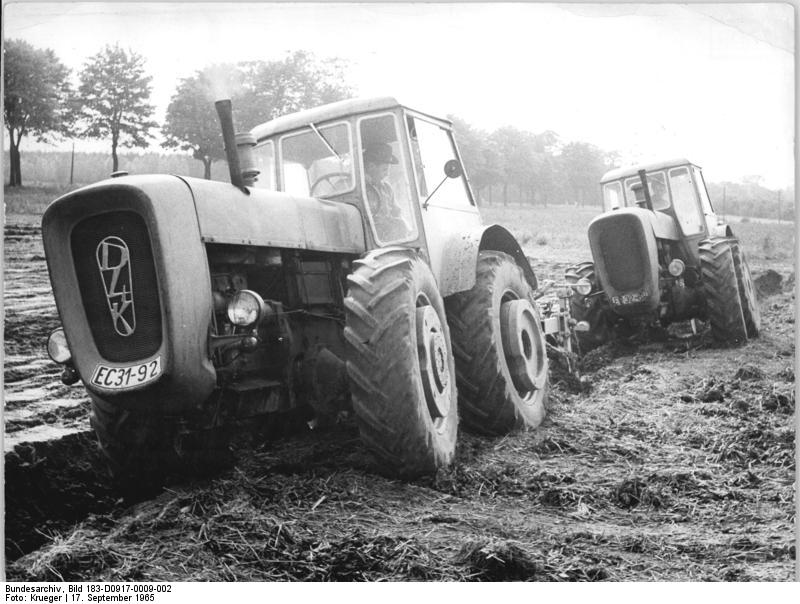
Zwei Dutra D4K beim Tiefpflügen, 1965

Der Dutra D4K ist ein allradgetriebener Traktor des ungarischen Traktorenwerks „Roter Stern“. Der D4K war der Nachfolger des Allradschleppers UE-28 und wurde in den zwei Versionen D4K und D4K B gebaut.

## Prototyp
Zunächst wurde ein Prototyp mit der Bezeichnung D4K 70 hergestellt. Der D4K 70 hatte einen Vorkammer-Dieselmotor WD 413 des Herstellers Csepel, ein in Lizenz gebauter Steyr Diesel WD 413, mit einer Höchstleistung von 70 PS (51 kW) bei 1650/min und einer Dauerleistung von 65 PS (48 kW). Der Allradantrieb wurde durch eine Welle realisiert, die das Drehmoment ohne Verteilerdifferential zur Vorderachse überträgt. Die Welle verlief relativ weit nach links verlagert zwischen den Achsen. Mit dem Dreiganggetriebe mit Vorgelege wurden vorwärts 3,3 bis 19,5 km/h erreicht, rückwärts 1,3 bis 4,0 km/h.

## D4K

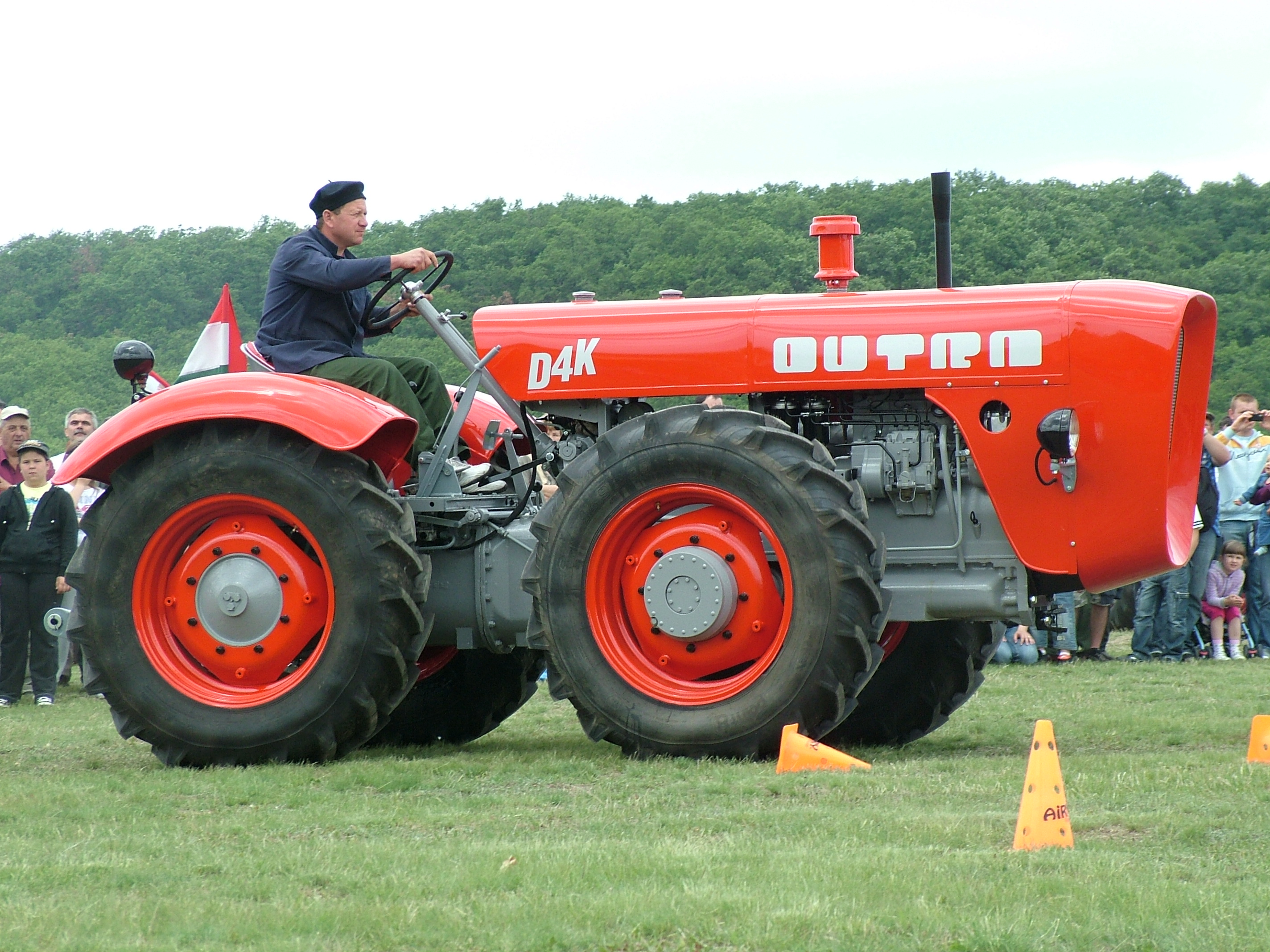
D4K

Der in die Serienfertigung übernommene D4K erhielt ebenfalls einen Dieselmotor von Csepel, es wurde der freisaugende 5,5-Liter-Vorkammerdieselmotor Typ „DT-414“ eingebaut. Er hat 4 Zylinder und eine Leistung von 65 PS (48 kW) bei 1650/min. Der Motor ist freitragend vor der Vorderachse am Rahmen befestigt und kann relativ schnell getauscht werden. Durch diese Anordnung hatte der Traktor zu seiner Zeit auch die für Arbeiten mit schwerem Gerät nötige Kopflastigkeit, aber sie führte auch zum Aufschaukeln bei Unebenheiten. Auch der Serien-D4K hat ein Dreiganggetriebe mit Zweistufenvorgelege, also sechs Fahrstufen in Vorwärtsrichtung. Zusätzlich hat das Getriebe zwei Kriechgänge und zwei Rückwärtsgänge. Der Geschwindigkeitsbereich in Vorwärtsrichtung reicht von 1,14 bis 21,55 km/h. Der Vorderradantrieb ist abschaltbar, die Achsen sind auch hier durch eine relativ weit links zwischen den Achsen verlaufende Gelenkwelle verbunden. Das Differential der Hinterachse hat eine manuelle Sperre. Der D4K hat ein Lenkgetriebe mit Globoidschnecke. Ab 1964 war eine hydraulische Lenkhilfe lieferbar.

## D4K B

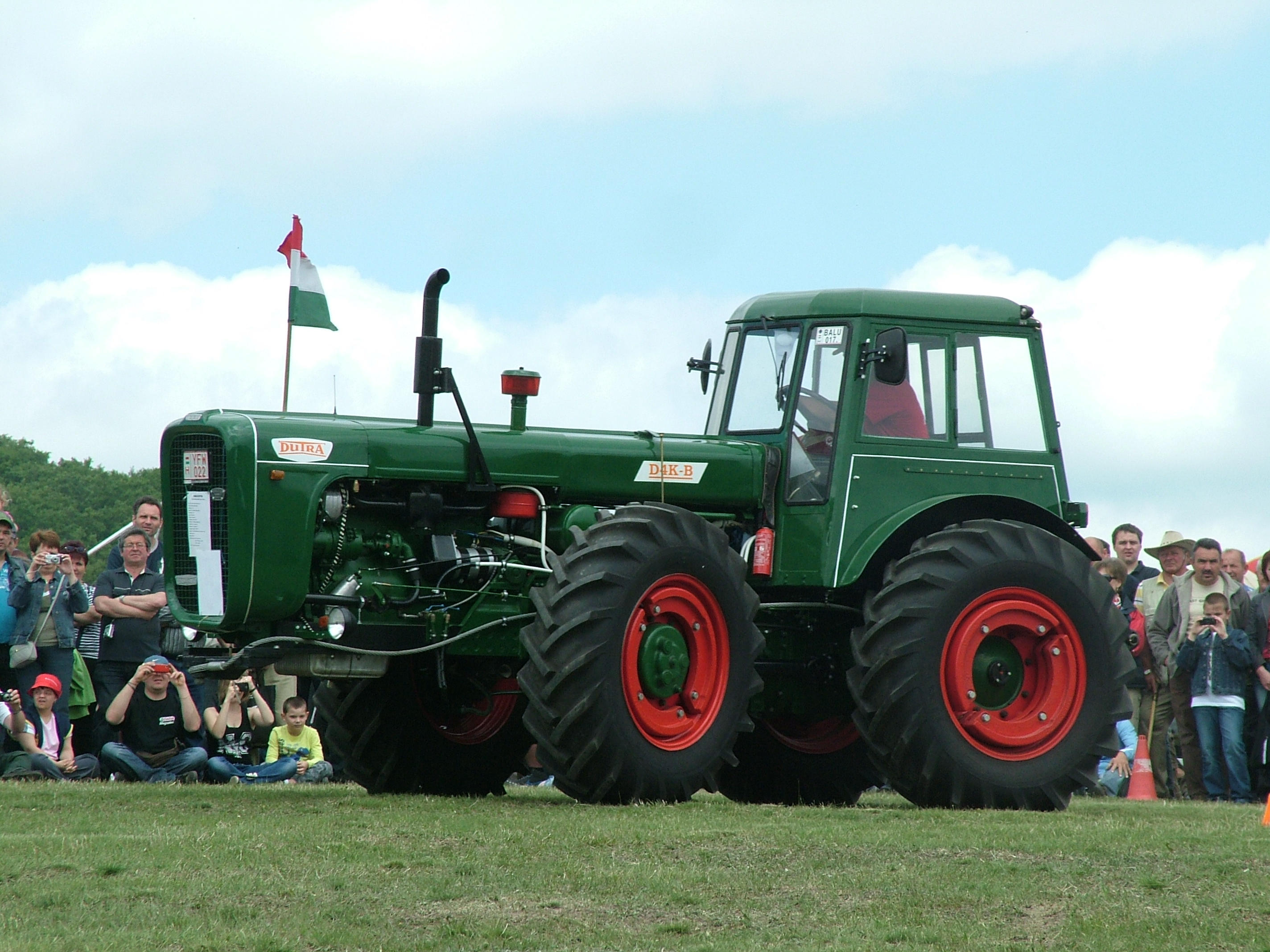
D4K B

Die Weiterentwicklung des D4K, der D4K B, wurde ab 1964 hergestellt. Der D4K B hat den Sechszylinder-Dieselmotor Csepel 613.15 mit 7983 cm³ Hubraum und einer Leistung von 90 PS (66 kW) bei 1850/min. Dieser Motor kam auch bei einigen Ikarus-Bussen zum Einsatz. Für den Export in nichtsozialistische Wirtschaften wurden auch Motoren anderer Hersteller wie Perkins oder Scania verwendet, unter anderem gab es den Perkins 6.354 mit 5801 cm3 Hubraum und einer Leistung von 90 hp (67 kW). Ins Vereinigte Königreich wurde der D4K auch mit einem Dieselmotor von 5391 cm³ exportiert, der eine Leistung von 85 hp (63 kW) bei 2200/min entwickelt. Einschließlich der Kriechgänge erreicht der D4K mit der in Ungarn gelieferten Motorisierung Geschwindigkeiten von 1,0 bis 25,3 km/h. Da stets das gleiche Getriebe verwendet wurde, erreichten Exportvarianten mit höher drehenden Motoren Geschwindigkeiten bis etwa 30 km/h.
Teilweise kamen Motoren von Steyr (WD 610) zum Einsatz. Der Schlepper wurde dann als Steyr-Dutra 110 oder als Steyr-Dutra 1300 bezeichnet. Der Motor WD 610 ist die Weiterentwicklung des Csepelmotors 613, der ein Lizenznachbau eines Steyr-Motors war. Der WD 610 (WD: Wasser(gekühlter) Diesel) hat im Gegensatz zum Vorkammermotor von Csepel Direkteinspritzung. Der Hubraum ist mit 5995 cm³ angegeben. Seine Leistung beträgt 105 PS (77 kW) bei 2300/min, was den Schlepper auf etwa 30 km/h beschleunigt. Da der Steyrmotor sein höchstes Drehmoment bei etwa 2200/min abgibt, der Csepelmotor aber bei etwa 1800/min, wurde bei den Steyr-Dutra-Traktoren eine Untersetzung ins Getriebe eingebaut, die das Getriebe so untersetzt, dass der Steyrmotor sein optimales Drehmoment bei Zapfwellendrehzahl erreicht. So läuft der Traktor bei 2300/min in der Untersetzung auch nur 25 km/h, die 30 km/h erreicht er bei Direktdurchtrieb. Dadurch ergibt sich auch eine Verdoppelung der Gänge: 6 Vorwärtsgänge in der Ackergruppe, 6 Vorwärtsgänge in der Straßengruppe und insgesamt 4 Rückwärtsgänge.
Die D4K waren besonders für schwere Bodenbearbeitung geeignet, für die in der DDR bis zum Erscheinen des D4K vor allem Kettenschlepper eingesetzt wurden, jedoch waren sie relativ laut und wenig komfortabel. Insgesamt wurden von 1964 bis 1975 etwa 15.000 D4K B hergestellt, größter Exportkunde war die DDR, die etwa 4.000 D4K B bezog. Der damalige Listenpreis betrug 39.500 Mark der Deutschen Notenbank, in Großbritannien kostete die günstigste Version 3.445 Pfund. Ende 1977 gab es in der DDR noch maximal 1722 D4K-Schlepper, was weniger als 5 % des Traktorbestands der 20-kN-Zugkraftklasse ausmachte. Die in der DDR eingesetzten D4K wurden vom ZT 300 und vom K-700 abgelöst. Bezugsscheine für den K-700 erhielten die Landwirtschaftlichen Produktionsgenossenschaften nur, wenn sie die Verschrottung eines D4K nachweisen konnten. Daher und im Zuge der Gewinnung von Sekundärrohstoffen wurde praktisch der gesamte DDR-Bestand an D4K verschrottet.

## Nachfolger
Der als Nachfolger des D4K B gebaute Dutra 1000 ist in der DDR nicht eingesetzt worden. Er erhielt als Motor ebenfalls einen Csepel 613 und auch im Getriebe wurde keine Veränderung vorgenommen. Zu den Neuerungen zählte unter anderem eine druckluftgesteuerte Hydraulikbremsanlage, anders als beim D4K B, der über eine reine Druckluftbremse verfügt, die jedes Rad über einen Druckluftzylinder mit Bremsgestänge ansteuert. Es wurde außerdem eine geschlossene Sicherheitskabine entwickelt, um Traktoristen vor Unfällen zu schützen. Die Kabine des D4K B ist im Grunde nur ein Wetterdach, das beim Umstürzen des Traktors einfach zerdrückt wurde, was ein hohes Risiko schwerer oder tödlicher Verletzungen bedeutete. Die neue Sicherheitskabine hat einen integrierten Fangrahmen, der die Kabine auch beim Umsturz stabil hält, so dass der Fahrer eine bessere Überlebenschance hat.
Obwohl der Dutra 1000 ab 1970 bis 1975 gebaut wurde, bekam er nicht die im Steyer-Dutra eingesetzte Getriebeuntersetzung, so dass nur je 3 Gänge in den Gruppen Straße und Acker zur Verfügung stehen.

## Technische Daten
Technische Daten für Fahrzeuge, wie sie in Staaten des Warschauer Paktes geliefert wurden; Fahrzeuge für den Export in westliche Staaten erhielten meist andere Motoren.

### D4K
- Motor: Vierzylinderdieselmotor Csepel DT-414
- Gemischbildung: Vorkammereinspritzung
- Bohrung × Hub: 112 mm × 140 mm
- Hubraum: 5517 cm³
- Leistung: 65 PS (48 kW) bei 1650/min
- Kupplung: Einscheibentrockenkupplung
- Getriebe: Dreiganggetriebe mit Vorgelege und Kriechganggetriebe, 2×3/2×1/2×1
- Zugkraft (1. Gang, ohne Ballastgewichte): 3750 kp (36,8 kN)
- Zugkraft (1. Gang, mit Ballastgewichten und wassergefüllten Reifen): 4130 kp (40,5 kN)
- Länge: 4350 mm (mit Zughaken)
- Breite: 1880 mm
- Höhe: 2260 mm (über Auspuffrohr)
- Bodenfreiheit: 300 mm
- Radstand: 1850 mm
- Spur: 1550 mm
- Masse: 4328 kg (betriebsbereit, ohne Traktorist)
- Bereifung: 13–30 in (330–762 mm) AS
- Zapfwelle: 558/min bei Motordrehzahl 1650/min
- Elektrische Anlage: 12 Volt mit 24 Volt für Startermotor
- Akkumulator: 2× Bleisäureakkumulator, 12 V, 105 Ah
- Startermotor: 1 M1-4/24, 24 V, 2,9 kW

Quelle

### D4K B
- Motor: Sechszylinderdieselmotor Csepel 613.15
- Gemischbildung: Vorkammereinspritzung
- Hubraum: 7983 cm³
- Leistung: 90 PS (66 kW) bei 1850/min
- Anzahl der Gänge vorwärts/rückwärts: 6/2
- Länge: 5020 mm
- Breite: 2100 mm
- Höhe: 2530 mm
- Radstand: 1950 mm
- Masse: 5100 kg

Quelle